# Pehr Blohm
Pehr Blohm, född 17 mars 1748 i Edshults församling, Jönköpings län, död 26 oktober 1816 i Östra Tollstads församling, Östergötlands län, var en svensk präst.

## Biografi
Pehr Blohm föddes 1748 i Edshults församling. Han var son till skolegodsinspektorn Gabriel Blohm och Eva Berg. Blohm blev 1770 student vid Lunds universitet och avlade filosofie magisterexamen 1772. Han prästvigdes 15 november 1772 och blev 1782 komminister i Bälaryds församling. Blohm blev 25 juni 1798 kyrkoherde i Östra Tollstads församling, tillträde 1800. Han avled 1816 i Östra Tollstads församling.

### Familj
Blohm gifte sig 1782 med Christina Margareta Strandmark (1759–1815). De fick tillsammans dottern Eva Charlotta Blohm (1783–1856) som var gift med majoren Gustaf Söderholm och majoren Carl Axel Pfeiff.